# Índia nos Jogos Olímpicos de Inverno de 1988
A Índia competiu nos Jogos Olímpicos de Inverno de 1988, realizados em Calgary, Canadá.